# Castel Noël
Pour les articles homonymes, voir Noël (homonymie).
Le château de Castel Noël est un château médiéval situé dans la commune de Brommat, au lieu-dit de Cussac, dans le nord du département de l’Aveyron, en région Occitanie.

## Description
Le château de Castel Noël occupe les flancs d'une butte rocheuse dominant la vallée du Siniq. Il se compose d'un donjon circulaire en basalte construit directement sur un affleurement rocheux, entouré par une enceinte circulaire incluant des logis. D’après leur état actuel, ces logis ne remontent pas au-delà du XVe siècle. En revanche, une salle rectangulaire au pied du donjon provient sûrement d’un logis antérieur.
L'accès de l'enceinte est défendu par une porte voûtée dont la structure rappelle celle des portes des enceintes villageoises et serait datée du XVe siècle, mais sa partie basse en appareil moyen paraît plus ancienne (fin XIIIe - début XIVe siècles). Aujourd’hui, cet accès donne sur les anciennes cuisines des logis, mais jusqu’aux années 1970, la porte donnait directement accès à l’intérieur de la cour du château. Le donjon circulaire, de dix mètres de diamètre, comprend lui-même deux états : le plus ancien est composé d'un moyen appareil irrégulier, tandis que la partie supérieure est en moyen appareil régulier d'une belle qualité. Ce donjon a été détruit en partie au XIXe siècle.

## Situation géographique

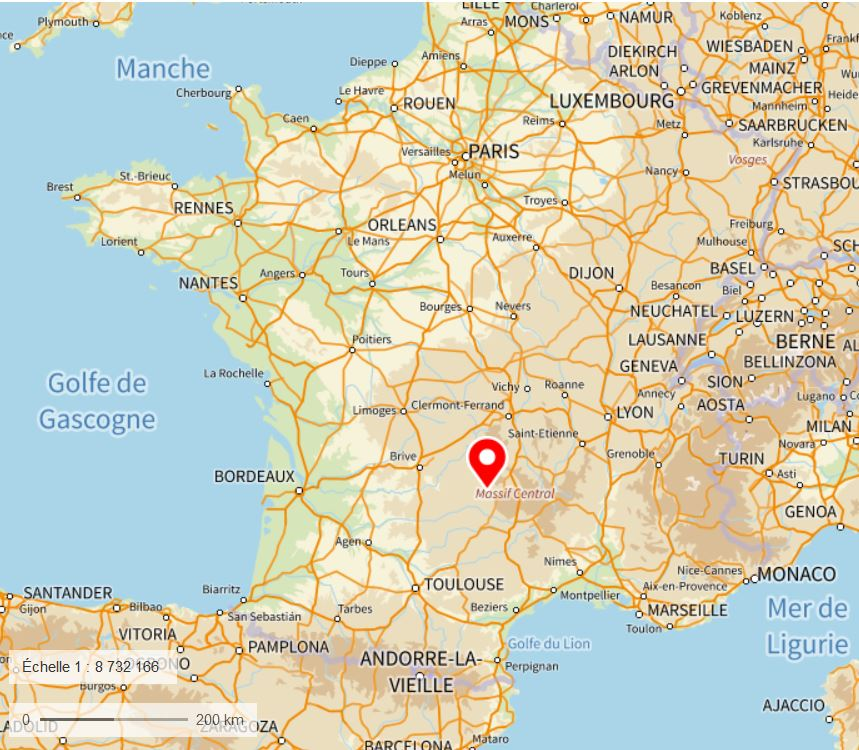
Localisation de Castel Noël, plans de l'IGN, géoportail.gouv.fr

Le château de Castel Noël est localisé sur la commune de Brommat, au lieu-dit de Cussac, dans le nord du département de l’Aveyron, en région Occitanie. Brommat dépend de l’arrondissement de la ville de Mur-de-Barrez, et en est limitrophe.
Castel Noël se situe précisément à 3 km au nord-ouest de Cussac, 5 km au nord de Brommat, 8 km au sud-ouest de Thérondels, 8 km au nord-est de Mur-de-Barrez. Il est à 46 km au sud-est d’Aurillac et à 90 km au nord de Rodez. Castel Noël est construit sur une éminence rocheuse et culmine à une hauteur comprise entre 750 et 800 m au-dessus du niveau de la mer. Le château avoisine les monts du Cantal, à seulement 45 km au nord.

## Histoire
L’histoire de ce château, autrefois appelé « Calhac », ou « Collaco », doit être rattachée à l’histoire du territoire dans lequel il s’inscrit. Ce territoire est le Carladès (ou Carladez, selon qu'on l’écrit d’après la graphie auvergnate ou rouergate), hérité d’une ancienne vicomté devenue comté, et qui fut d’abord la propriété d’une puissante famille vassale des comtes de Rodez, puis des comtes de Barcelone, puis la propriété directe des comtes de Rodez, avant d’être rattachée à la couronne française, pour être enfin cédée au Prince de Monaco, Honoré II Grimaldi, au XVIIe siècle. À cheval sur deux territoires plus vastes, l’Auvergne et le Rouergue, le Carladès n’est plus considéré aujourd’hui que comme une entité géographique immatérielle, élément composant l’identité de ses habitants, à l’image de la Saintonge actuelle par exemple.

### Antiquité

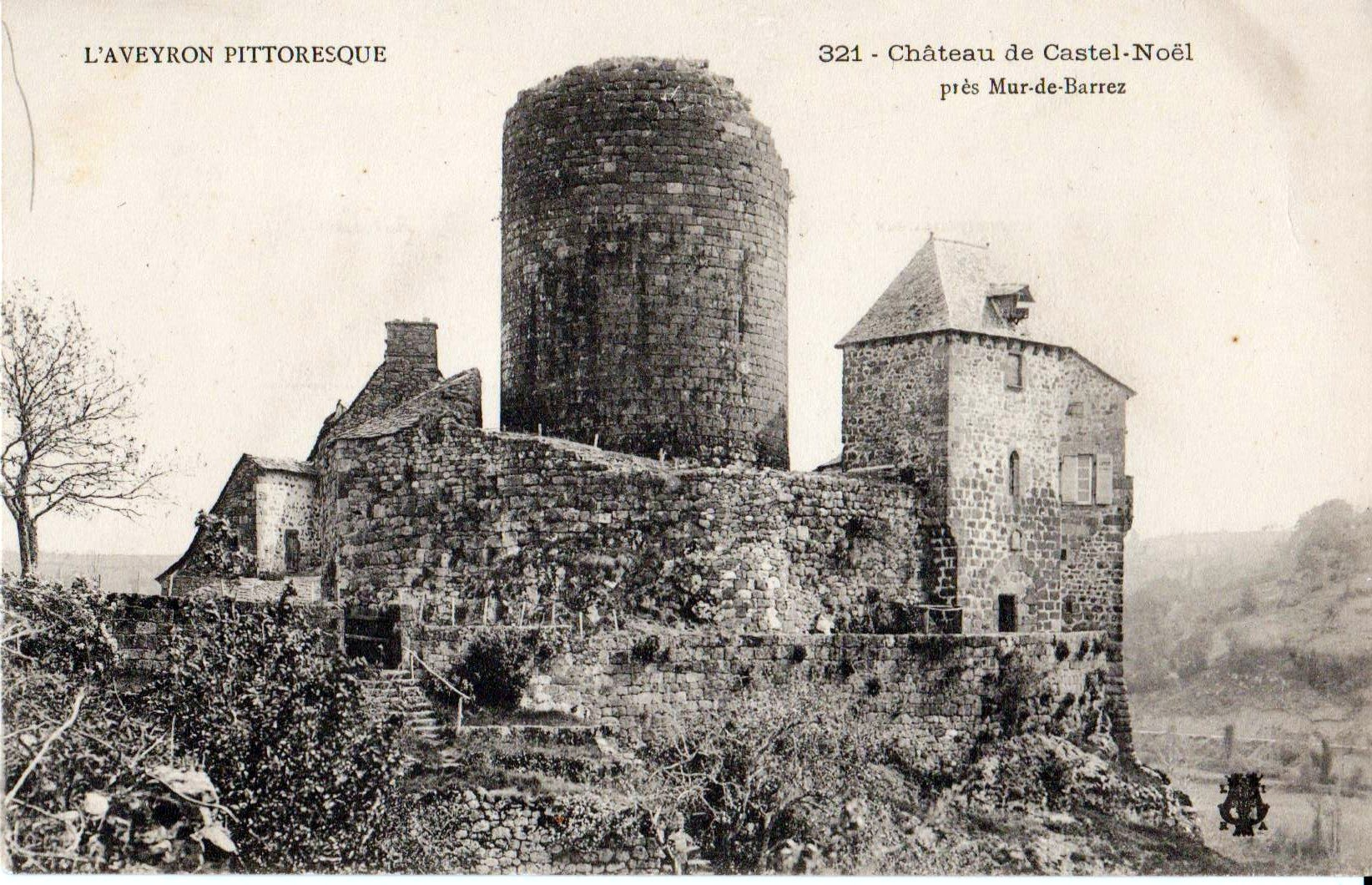
Le château de Castel Noël vers 1910, archives privées J.-P.Trin (Mur-de-Barrez)

Les études sur la toponymie du Carladès ont montré qu’un grand nombre d’occurrences de lieux ont des racines antiques. « Calhac », l’ancien nom de Castel Noël, serait une contraction de l’anthroponyme latin « Callius » et du suffixe -acum, typique de l’époque gallo-romaine, et pouvant être traduit par « le lieu de Callius ». Cussac et Cussagols, petits lieudits situés à moins de 3 km de Castel Noël, sont formés de l’anthroponyme latin « Cassius » et du suffixe -acum. À Cussac, un niveau de tegulae du Haut-Empire a été aperçu, laissant penser qu’un site d’époque gallo-romaine se trouvait là. Quant à « Brommat », commune dont dépend Castel Noël, le nom du village paraît dériver du gaulois « Broccius » d'après les formes médiévales (Broccius + acum ?) ou bien de « Broco-magus ». Quoi qu’il en soit, l’occupation antique autour de Castel Noël est assurée par la toponymie et les découvertes archéologiques faites sur la commune de Brommat, entre autres. L’existence ancienne d’une occupation à Calhac, alias Castel Noël, pourrait donc remonter à l’Antiquité. La place était-elle occupée par un refuge de hauteur dès l’Antiquité tardive ? Des fouilles archéologiques sur ce secteur permettraient sans doute de répondre à la question.

### Autour de l’an Mil
Les premières mentions écrites de Castel Noël remontent au tout début du XIe siècle. Le testament d’Agnès de Carlat, vicomtesse et veuve de Girbert de Carlat, est un des actes par lequel on connait les premiers représentants de la famille de Carlat, les « vicecomes Carladensis » post-carolingiens.
Malheureusement, ce testament daté approximativement de 1010, a disparu vers 1900 : le manuscrit intitulé « De la vicomté de Carlat et de ses vicomtes » (14 fol. XVIIe siècle) d’Antoine Froquière, contenait l'analyse du testament d'Agnès de Carlat. Ce document était conservé aux archives municipales d’Aurillac, mais sans cote. Son transfert aux archives départementales d’Aurillac, avec tout le fonds ancien des archives municipales, a fait disparaître le document des inventaires.
Gustave Saige et Edouard de Dienne en disent ceci, : « La date en est approximativement fixée par l'indication que l'un des biens légués avait été acquis par la testatrice de l'évêque de Clermont, Bégon [980 - 1010]. La disposition la plus remarquable de ce testament est celle par laquelle Agnès, léguant le château de Caylus à son fils Gilbertus (III), déclare en avoir fait l'acquisition du « Comte Raymond » [Raymond II de Toulouse - Rodez, 990 - 1010]. Les biens légués par Agnès à ses fils, qu'elle nomme dans l'ordre suivant : Bernard, Géraud et Gilbert, sont répandus soit dans la partie auvergnate du Carladez, soit surtout dans le Barrez et dans le pays de la Viadène. Elle ne fait pas ses partages par régions, mais chacun de ses fils reçoit des biens dans les trois pays. Dans la partie d'Auvergne, Gilbert reçoit le château de Caylus et Marfons, tandis qu'à Bernard revient l'église de Raulhac et que deux manses à Leucamp sont le lot de Géraud. Dans le Barrez, le château de Mandilhac est donné à Géraud ; certains biens à Nigreserre et à Canfeyt, ainsi que Calhac sur Brommat sont légués à Bernard ; tandis que Gilbert aura Mayrinhac. Dans le pays de Viadène, l'église d'Alpuech est donnée à Géraud, celle de Saint-Gervais à Gilbert, qui partage par moitié avec Bernard la seigneurie de Mels. » 
Le fameux château de Calhac, donné à Bernard qui succède à son père et hérite du titre de vicecomes du Carladès, n’est autre que Castel Noël. Le château de Calhac est donc déjà construit autour de l’an Mil et fait partie des possessions de la famille de Carlat.
Dans tous les cas, vers l’an Mil, Calhac est un castrum vicomtal, une demeure fortifiée, situé en amont de la paroisse de Brommat, au sommet de la vallée du Siniq dont il assure le contrôle et la défense.
Calhac s’inscrit dans un territoire animé et vivant à la fin du Haut Moyen Âge : vers 940 deux vicairies entourent le château et l’on ne sait pas de laquelle des deux dépendait Calhac. Celle de Brommat, qui cours jusqu’à la paroisse de Taussac, et la grande vicairie du Barrez dont le chef-lieu est Mur-de-Barrez. La « vicaria Brogmacense, in pago Ruthenico » est également citée en 964 dans la donation à Conques d'une villa située sur son territoire, « Croso », sans doute Cros, commune de Taussac. Le propriétaire est un certain « Bernardus », peut-être Bernard de Carlat. Au moins un moulin existe sur la paroisse de Brommat, qui produit essentiellement des céréales. Les vestiges d’une villa non loin de Brommat sont attestés et un prieuré dépendant de l’abbaye de Conques est construit sur la paroisse de Brommat entre 1065 et 1090. Pour conclure « le terroir [de Brommat] donne l'impression d'un grand dynamisme démographique et économique (production de céréales) aux pôles ecclésiaux multiples et aux pôles castraux peu nombreux ».

### La famille de Carlat
Agnès de Carlat lègue donc le château de Calhac à son fils ainé Bernard, avec d’autres biens localisés à Nigressere (paroisse de Thérodels) et Camfeyt. Le château est encore mentionné une fois, vers 1031 - 1060 dans le Cartulaire de Gellone: « mansum in valle que vocatur Sers, in loco qui dicitur Kalahc (...) in suburbio castro Carlatense » signé par « Girberti vicecomitis, Nobila uxor sua, Bernardi filii sui », autrement dit Girbert, fils de Bernard qui avait hérité de Calhac par Agnès, Nobila sa femme, et Bernard son fils. Puis viennent « Raimundi », « Rigualdi » et « Mironi », des proches de la famille de Carlat.

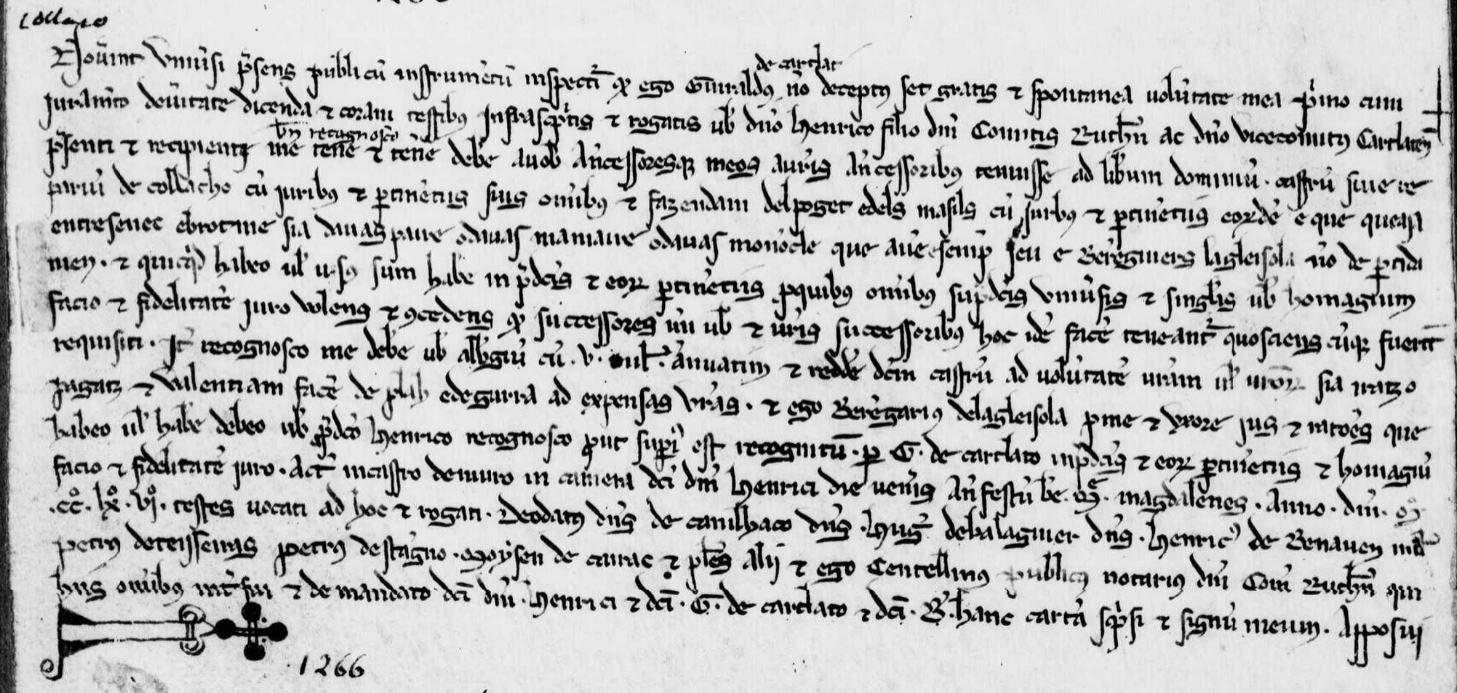
Hommage de Guiraldus de Cartlat à Henri II, fils du comte de Rodez, en 1266, 20 NUM 67 p83, archives départementales du Cantal

Calhac n’est ensuite plus mentionné dans les actes avant le XIIIe siècle. En 1266, Guiraldus de Cartlat reconnaît à Carlat « antecessoresque meos a vestris antecessoribus (...) ad liberum dominium, castrum sive reparium de Collacho, cum juribus et pertinenciis suis omnibus (...) e que aja entre Senec et Brocme ». L’hommage est conservé dans le fonds des archives du Palais princier de Monaco relatif à la vicomté de Carlat, et numérisé par les archives départementales du Cantal, sous la cote 20 NUM 67.
La mention de « collaco » est visible en haut à gauche de l’hommage, le nom de « Guiraldus de Cartlat » se trouve au centre de la première ligne, la mention du « castrum sive reparium de collacho » (« château ou repaire de Calhac ») à cheval sur la troisième et la quatrième ligne, et la localisation « entre Senec e Brocme » juste en dessous. La date de l’acte a été précisée ultérieurement à la rédaction de l’hommage, en chiffres arabes, à la fin du texte : « 1266 ». Guiraldus possède également, d’après son hommage, une exploitation agricole aux Mazials, lieu-dit à 4 km au sud de Calhac, après Cussac, et une ferme au Pouget « fazenda del Poget » à 6 km du château, près du village de Brommat.
Certains auteurs émettent l’hypothèse d’une branche cadette de la famille de Carlat, dirigeant la ville de Carlat et la vicomté. Le nom de « Carlat » proviendrait de l’anthroponyme latin « Cartilus » et du suffixe gaulois -ate, ce qui expliquerait les écritures médiévales en « Cartlat » ou « Cartilat ». Parfois, le mot s’écrit même « Carlac » ou « Carlacum » renvoyant au suffixe latin -acum.
Cette branche cadette des « Cartlat » est représentée dans un premier temps en 1252 par les deux frères « Petrus et Aldebertum dictos de Cartlat », coseigneurs de Turlande, alliés à un certain « Petro de Severaco » (Severac en Viadène, commune de Cantoin). Ces trois personnages sont entrés en conflit armé avec Hugues de Rodez, vicomte de Carlat : incendies, rapines, homicides et autres altercations ont marqué ce conflit. Un épitomé de 1442 donne la raison du conflit : « contegut des drectz que Peyre et Aldebert de Carlat poudray aver en lou castel de Carlat ». Les deux frères revendiquent des droits sur le château de Carlat. Leur père est Pons de Carlat, seigneur de « Caillac » en Barrez, soit le château de Calhac. L’hommage de Guiraldus de Cartlat de 1266 renvoie précisément aux terres données par Agnès à Bernard vers 1010. Autant d’indices qui permettent de penser que la famille de Carlat s’est donc maintenue à la tête du château de Calhac pendant plus de 200 ans.

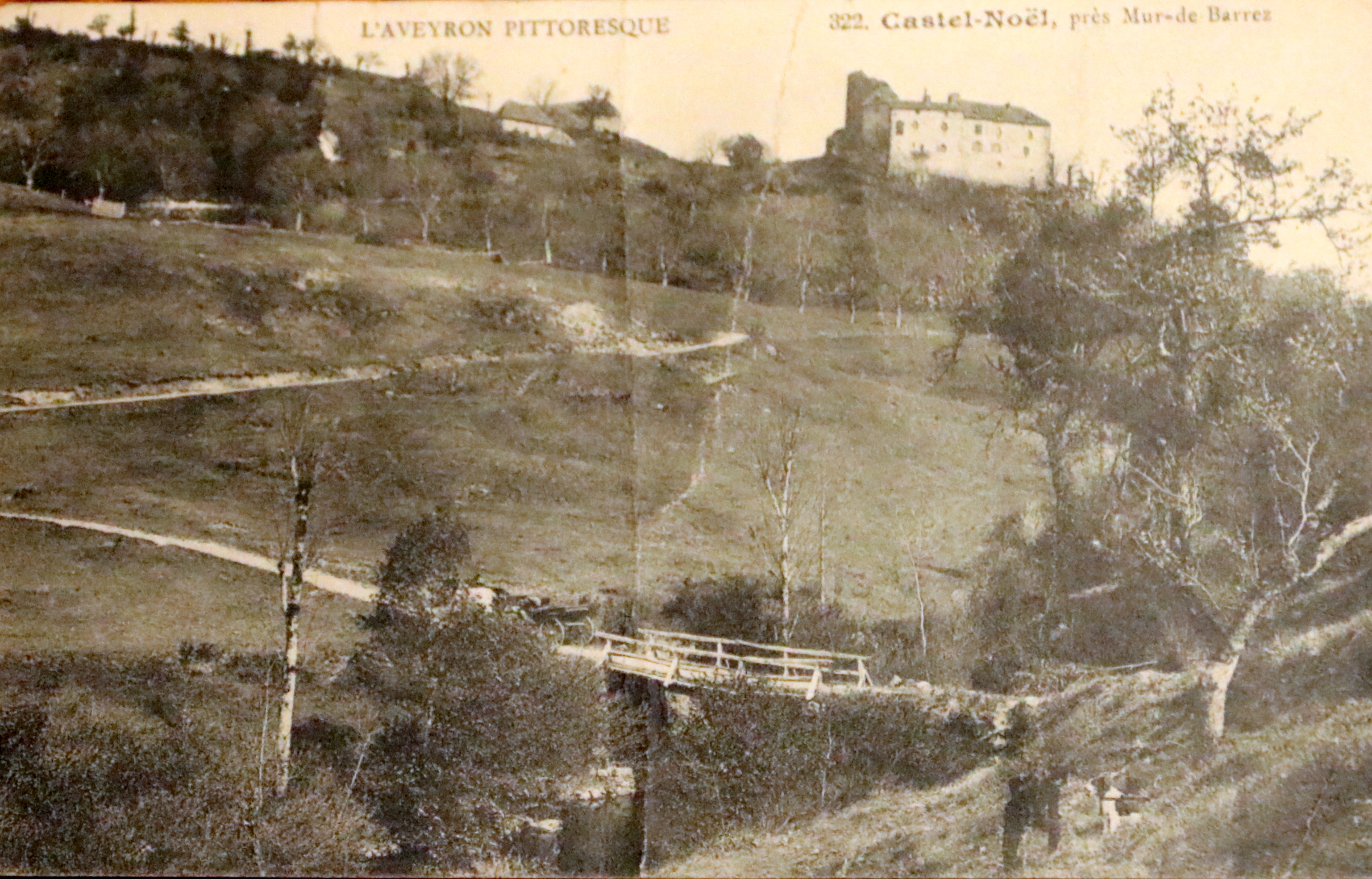
Carte postale de Castel Noël vers 1900, l'ancienne route en Z menant à l’entrée médiévale du château, collection privée Jacky Rossignol à Mur-de-Barrez

Les Carlat de Turlande, qui revendiquent des droits sur le château de Carlat en 1252, pourraient bien eux aussi faire partie de cette branche cadette des Cartlat et s’être maintenu sur la seigneurie de Turlande. Lors de la convention passée entre le comte d'Armagnac et les routiers pour l'évacuation de Carlat en 1379 sont mentionnés « los gens deu bastard deu Carlat », qui dépendent des Armagnac. Cette branche cadette serait-elle descendante d’un enfant illégitime de Carlat, à qui l’on aurait donné des terres en Barrez ?

Le château de Calhac est ensuite mentionné en 1420 : le 25 juin, Bonne de Berry, devenue vicomtesse de Carlat à la mort de son père Jean, duc de Berry, reçoit l’hommage de Jean de la Vayssière, seigneur de Cantoinet, pour la terre du Bosquet que son père tenait de « Austorgio de Carlat, comino condam Castri Novelli, sive des Cailhaco ».

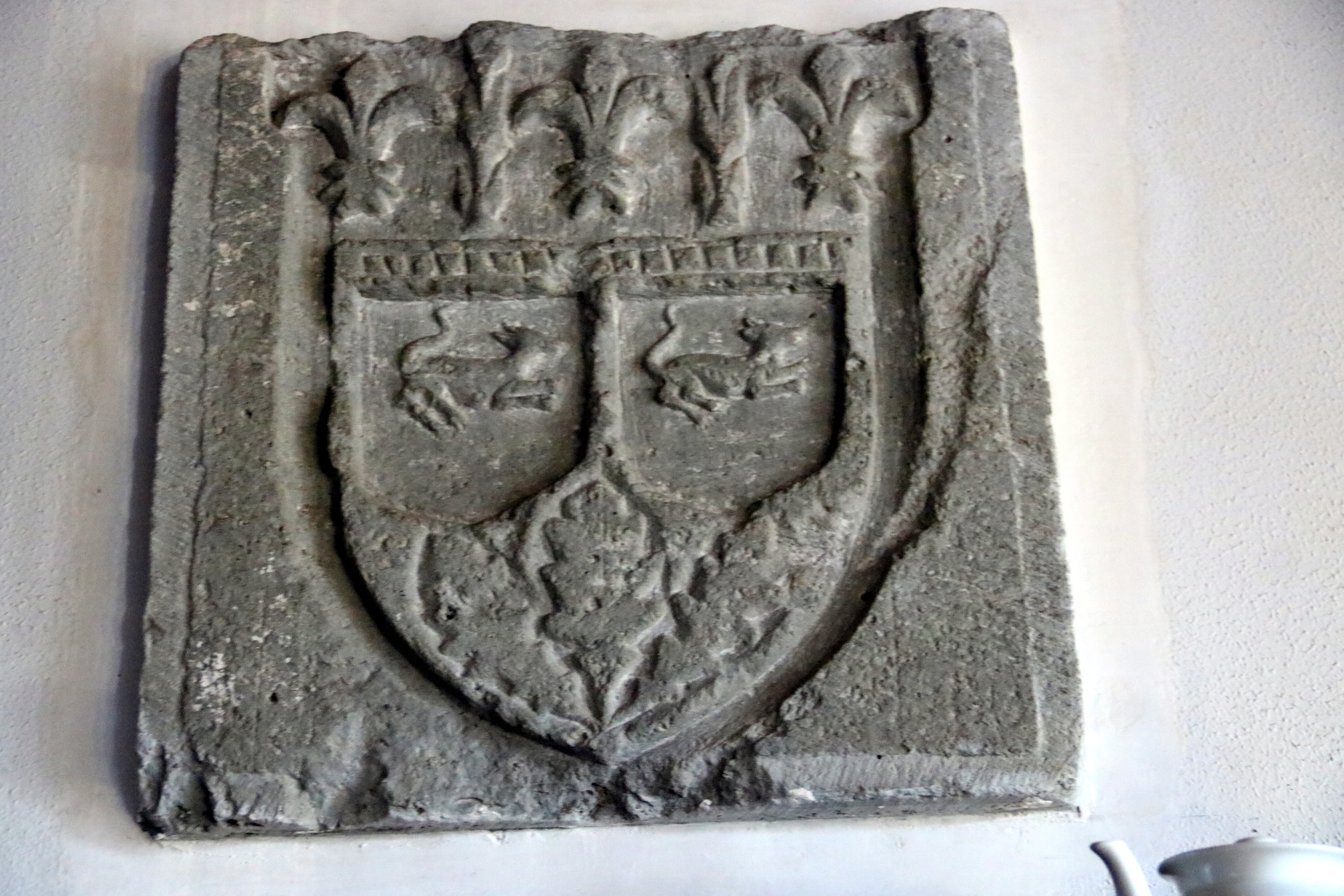
Armes présumées d'Astorg de Carlat, photo J.-P. Trin

Cette mention apporte plusieurs précisions sur le château de Calhac et son domaine. La terre du Bosquet paraît se situer sur les cartes actuelles près de Brioude, à 100 km de Castel Noël. Or sur le cadastre napoléonien de 1828, « le Bosc » est une vaste terre située directement au nord du château. Quant à Cantoinet, il s’agit aujourd’hui d’un lieu-dit rattaché à la commune de Cantoin, à 16 km au sud-est de Castel Noël, de l’autre côté du lac de la Truyère. Les de Carlat de Calhac paraissent donc avoir agrandi leurs possessions dans un secteur proche du château, sans doute par le biais des mariages. C’est également dans cet acte que l’on apprend la nouvelle dénomination du château de Calhac « Castri Novelli » autrement dit « Château Neuf ». Par déformation, le nom s’est transformé en Castel Novel, puis en Castel Noël par la suite.
La date de ce changement de nom correspond vraisemblablement à une reconstruction du château, entre 1375-1384, période durant laquelle on sait que vivait Astorg de Carlat. Les quelques analyses architecturales faites par le passé s’accordent à dire que les logis datent du XIVe-XVe siècles, et que seul le donjon serait du milieu du XIIIe siècle,. Une passerelle mobile, positionnée à 6 m de hauteur et dont on devine encore quelques traces, conduisait autrefois des nouveaux logis à la tour ronde (aujourd’hui remplacé par un souterrain), dont l’épaisseur des murs (environ 2 m) laisse imaginer une hauteur d’un tiers supérieure à ce qu’elle est aujourd’hui. Certains l’ont comparé au donjon du château de Najac, qui lui aurait servi de modèle,.
D’après Pierre Gintrand, deux tours rondes flanquaient le corps de logis du château. Si l’une d’entre elles se devine toujours aujourd’hui, l’autre en revanche n’existe plus. D’ailleurs, au regard de la disposition des bâtiments, il est difficile de donner l’emplacement, même théorique, de la deuxième tour. S’agit-il en fait du donjon lui-même ? Remplaçait-elle le bâtiment carré, construit en encorbellement sur l’enceinte extérieure et qui surplombe la porte d’entrée voûtée ? Dans ce dernier cas, on voit mal l’utilité d’une troisième tour à cet endroit, alors que la capacité de surveillance du donjon suffit amplement. Toutefois, Boudartchouk relève que, si la partie haute du bâtiment de la tour d’entrée sur lequel figure les armes d’Astorg de Carlat, piquetées à la Révolution, doit être du XVe siècle, la partie basse semble plus ancienne (fin XIIIe - début XIVe siècle). Il aurait donc pu y avoir une tour ronde au-dessus de la base carrée de la porte, dont l’utilité aurait été la défense de l’entrée du château, et qu’on aurait détruite au XVe siècle, pour y reconstruire à la place un bâtiment plus large.
Plusieurs éléments du confort médiéval sont encore visibles à Castel Noël : les anciennes cuisines, avec leur vaste cheminée et l’évier, dont l’évacuation au sol donne directement sur l’à-pic de la façade sud du château. Également, d’anciennes latrines, donnant sur la même façade, aujourd’hui bouchées, laissent deviner l’emplacement des appartements seigneuriaux.

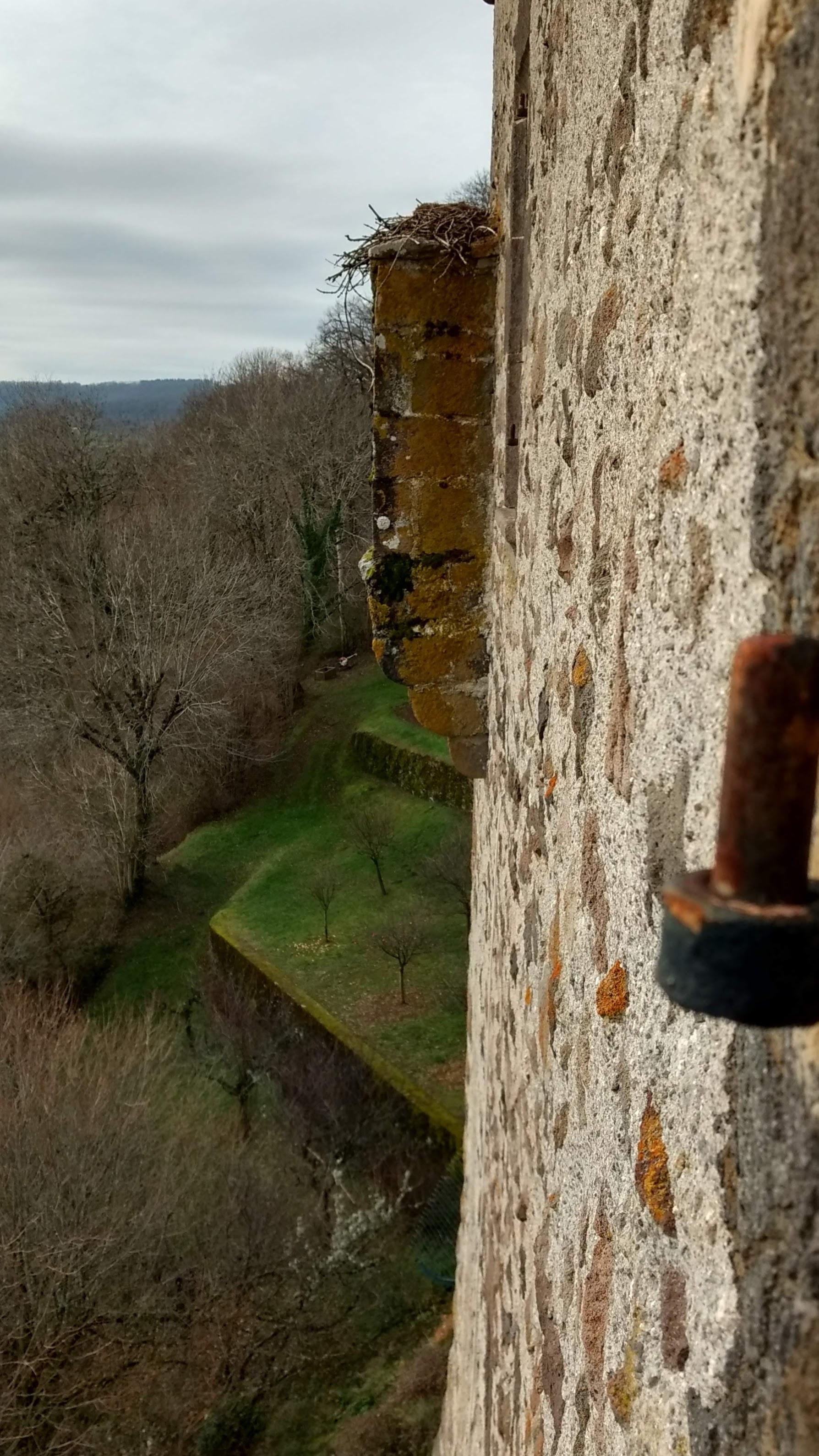
Les latrines en encorbellement, à l'extrême gauche de la façade sud, abritant un nid de cigogne, photo H. Vitté

Des corbeaux de pierre dépassant de la façade du logis principal pourraient laisser penser que la passerelle mobile menant au donjon était relié à une sorte de balcon de bois soutenu par des aisseliers, courant le long de la façade des logis et redescendant dans la cour par des escaliers en Z le long de la tour ronde.

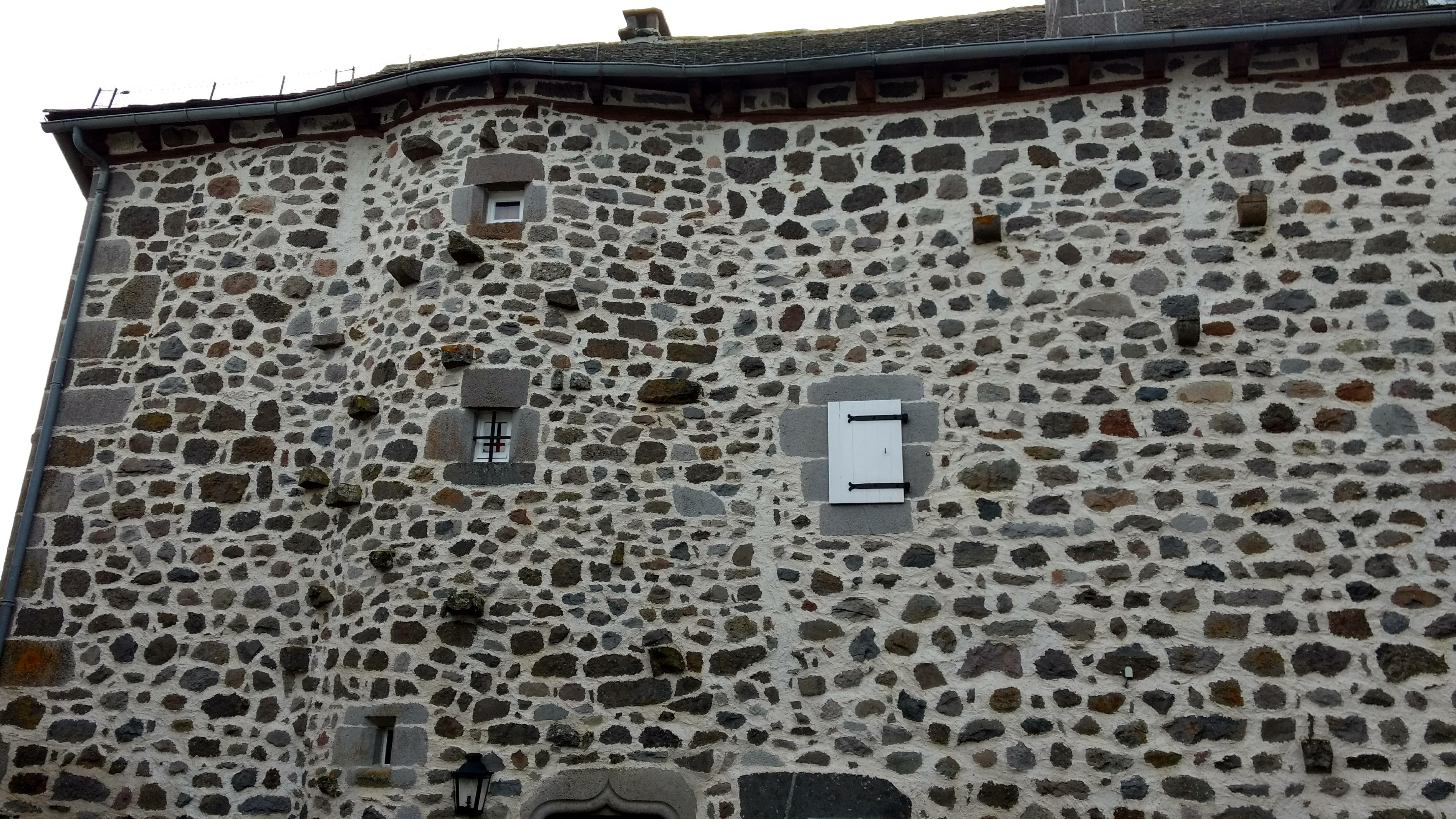
Façade du logis principal. Les corbeaux de pierre semblent suggérer un ancien balcon de bois continuant vers la droite et vers le donjon, H. Vitté

Aux alentours de 1498, après l’exécution de Jacques d’Armagnac et la mort de Louise d’Anjou, vicomte et vicomtesse de Carlat, leurs filles sont recueillies par Marguerite de Scorailles, fille de Louis III et de Louise de Dienne. Les enfants, en exil, manquent de tout, et le seigneur de Dienne habille Catherine, Marguerite et Charlotte de draps noirs à ses frais, pour qu’elles puissent faire le deuil de leurs parents. Elles restent à Giou trois ans et neuf mois environ, puis neuf mois « « à Chastel Noel » où l’évêque l‘Orléans, François de Brilhac, vient les y récupérer sur ordre du roi. La suite des évènements verra la séparation de Jacques Monseigneur, fils de Jacques d’Armagnac, de ses frères et sœurs, et sa mort quelques années plus tard à Perpignan. On ne connait aucun détail du séjour des enfants d’Armagnac à Castel Noël, ni précisément si seules les filles y ont demeuré ou si leurs frères les ont rejointes à un moment donné.

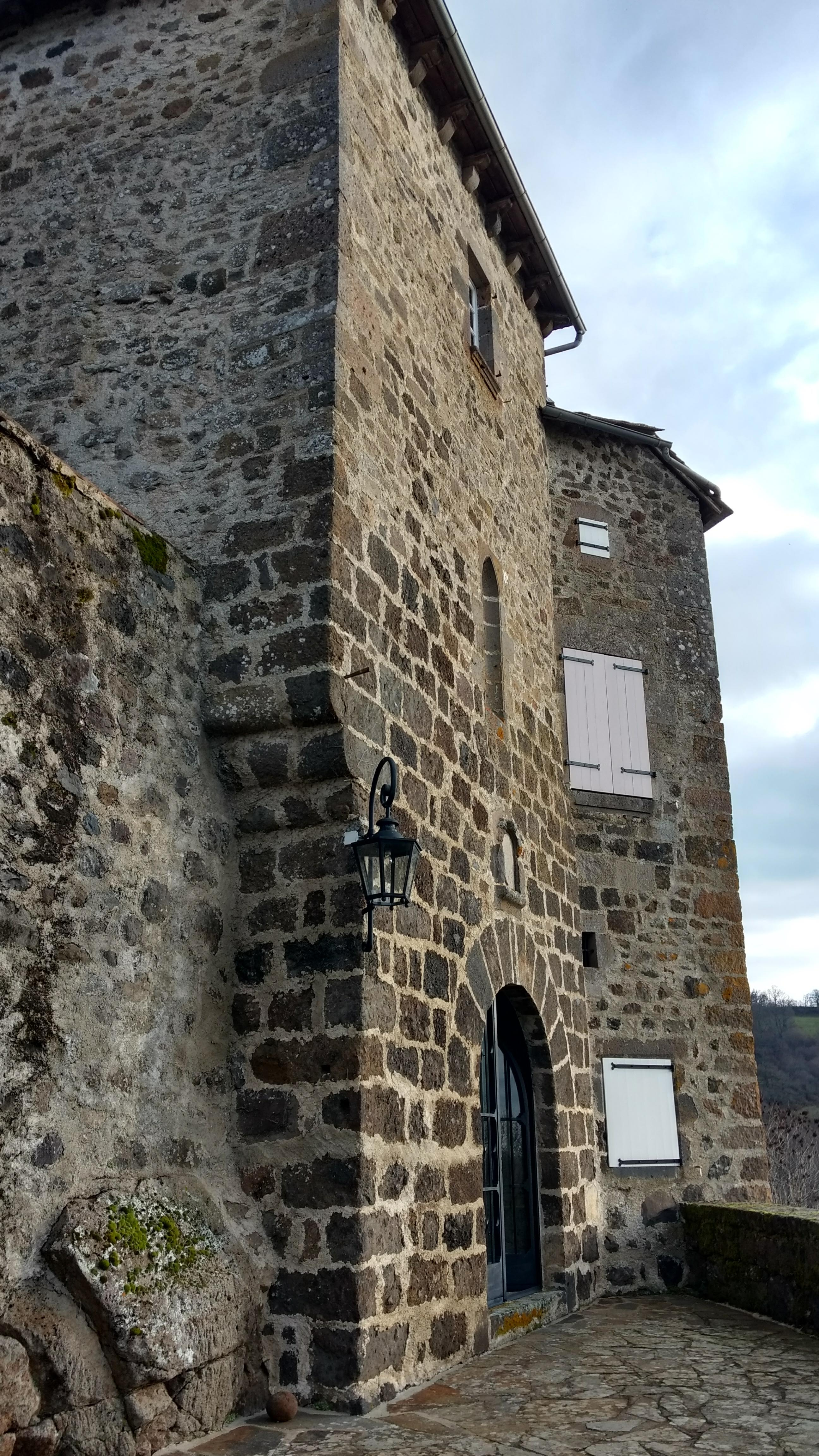
L'ancienne porte d'entrée du château, en encorbellement sur le mur d'enceinte, photo H. Vitté

Le 10 novembre 1582, une lettre écrite à Mur-de-Barrez est adressée au maréchal de Matignon à Paris, lors des négociations entre catholiques et protestants, durant les guerres de Religion. Comme il est de coutume à l’époque, et pour garantir l’exécution des accords dont l’acte ne mentionne aucun détail, des otages sont désignés, parmi lesquels messieurs de Séverac et Vinc et Gaubriac pour le Rouergue et messires de la Besserette, de la Salles et de Conquans pour l’Auvergne. Le maréchal de Matignon choisi le fils de Mr de Salles de Vézac, le neveu de Beyssade et sa femme pour être otages, et devant demeurer à Castel Noël, ou à Senhalac, sous la garde des sieurs de Gaubriac et de l’Estang. L’histoire ne dit pas lequel des deux a servi de lieu de détention des otages.
En 1594, le lendemain de la fête de la Saint-Barthélemy, les hommes de M. de Joyeuse, gouverneur du Gévaudan, prennent le château de Chaliers à 70 km à l’est de Castel Noël en Auvergne. Ils détruisent une tour, affaiblissent le château et s’en emparent alors, pour le piller. Un certain sieur de Castel-Noël en était le capitaine et fut tué, et la garnison prise. Or à cette époque, le seigneur de Castel Noël est Gabriel de Carlat, et n’a pas de coseigneur connu. Il s’agit peut-être d’un autre membre, inconnu, de la famille de Carlat/Castel-Noël.
Le pacte de mariage de Gabriel de Carlat, écuyer, « seigneur de Castelnouel » est conservé aux archives départementales de l’Aveyron, et daté du 21 novembre 1584. Le pacte est rédigé et signé après la célébration du mariage. Gabriel de Carlat épouse Louise de Lastic, fille du seigneur de Gabriac, devant témoins : Jean et Hugues de Conquans, François de Lauranet, écuyer, seigneur du Dat et de la Vernhe. Ils ont trois enfants connus, Jean, Antoine et Gabrielle. Le 5 mai 1625, Jean de Carlat est seigneur de la Serre et réside au Castel Noël. Sa mère, Louise de Lastic est décédée et son père Gabriel de Carlat, seigneur de Castel Noël s’est remarié avec Jeanne de Narbonne, qui lui survivra. Il signe un pacte de mariage avec Jeanne de Masnau, fille de Bertrand de Masnau, sieur de Bosinhac et de Souiry, devant, entre autres, Paul de Frezals président au Parlement de Toulouse.

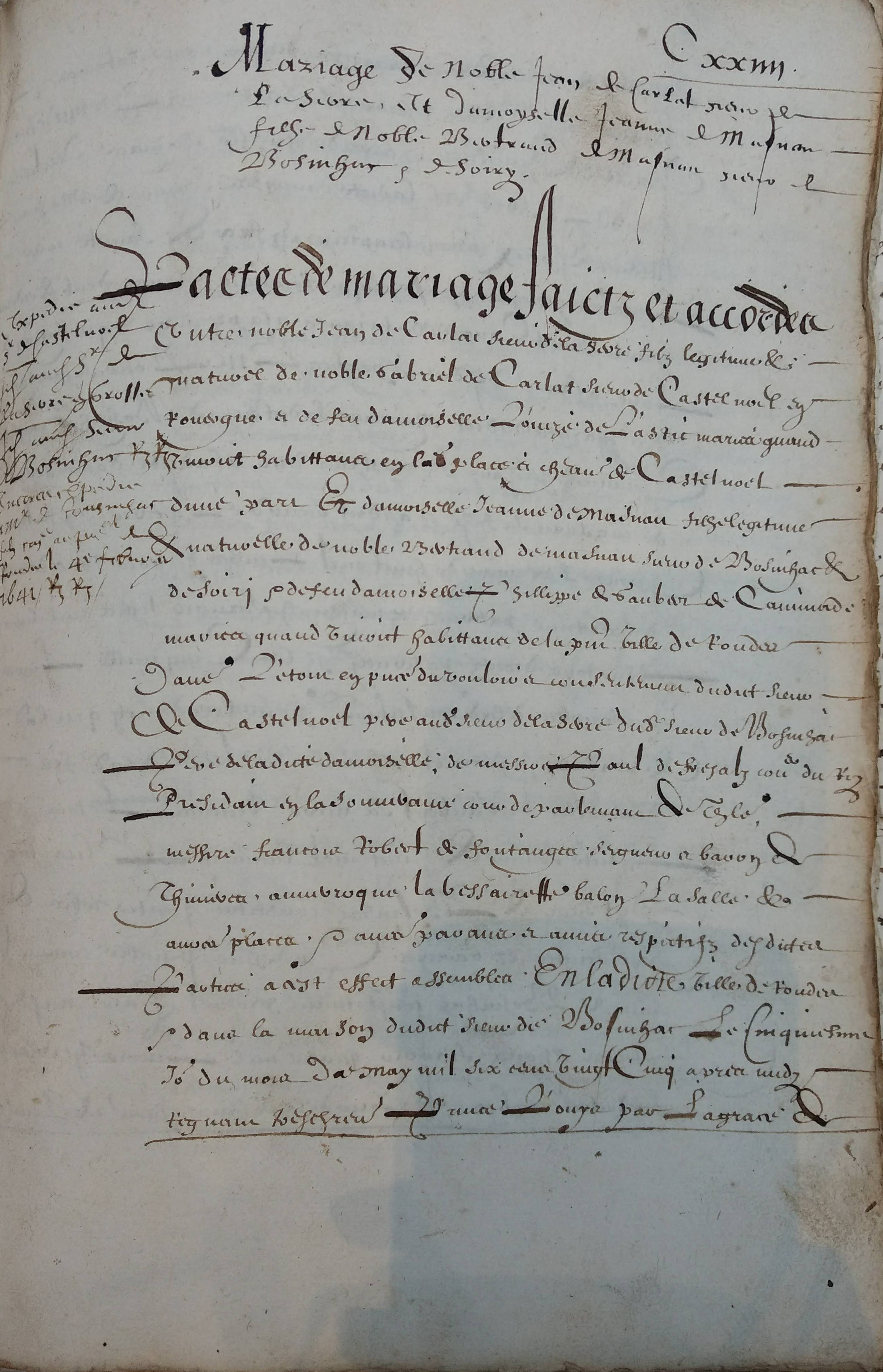
Première page du contrat de mariage de Jean de Carlat et Jeanne de Masnau, archives départementales de l’Aveyron, 1 E 1670

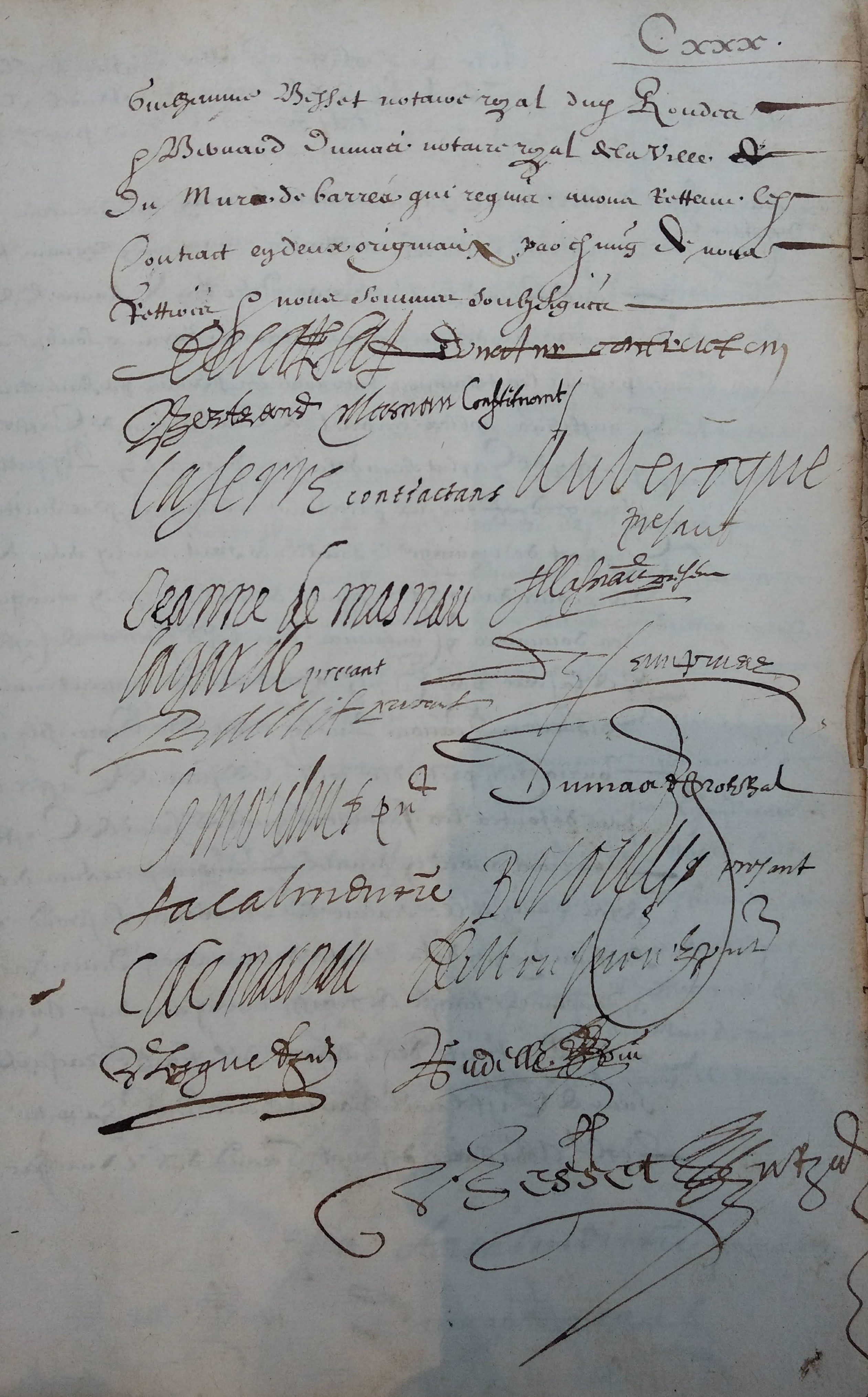
Dernière page du contrat de mariage de Jean de Carlat et Jeanne de Masnau, archives départementales de l’Aveyron, 1 E 1670

Le 9 mai 1635, Jean de Carlat rédige une quittance dotale concernant la somme promise par son beau-père en dot lors de son mariage avec Jeanne de Masnau. Il semble que Jean ait obtenu la somme en plusieurs fois : 4 000 livres le 30 mai 1625 et le reste de la somme, 2 500 livres, le 9 mai 1632. Jean et Jeanne ont trois filles : Marguerite, Jacquette et Catherine.
Le 9 juin 1632, François de Rouanne, époux de Gabrielle de Carlat, sœur de Jean, rédige lui aussi une quittance dotale pour son beau-père. Cette quittance est écrite dans la maison de Bertrand de Masnau, le beau-père de Jean de Carlat. François de Rouanne reçoit la somme de la dot de son beau-père, Gabriel de Carlat, et de son beau-frère, Jean de Carlat. Cette somme s’élève à 2 500 livres, payées par le Sieur de la Serre, Jean de Carlat, en ducats et autres monnaies d’or.
Catherine de Carlat, fille de Jean de Carlat, se marie avec Raymond Souquet le 26 février 1646, d’après un extrait de leur contrat de mariage, conservé dans les archives privées de Jean-Pierre Trin, à Mur-de-Barrez. Pour son mariage, Jean de Carlat, sieur de la Serre, la dote notamment d’un près nommé du Viguier.

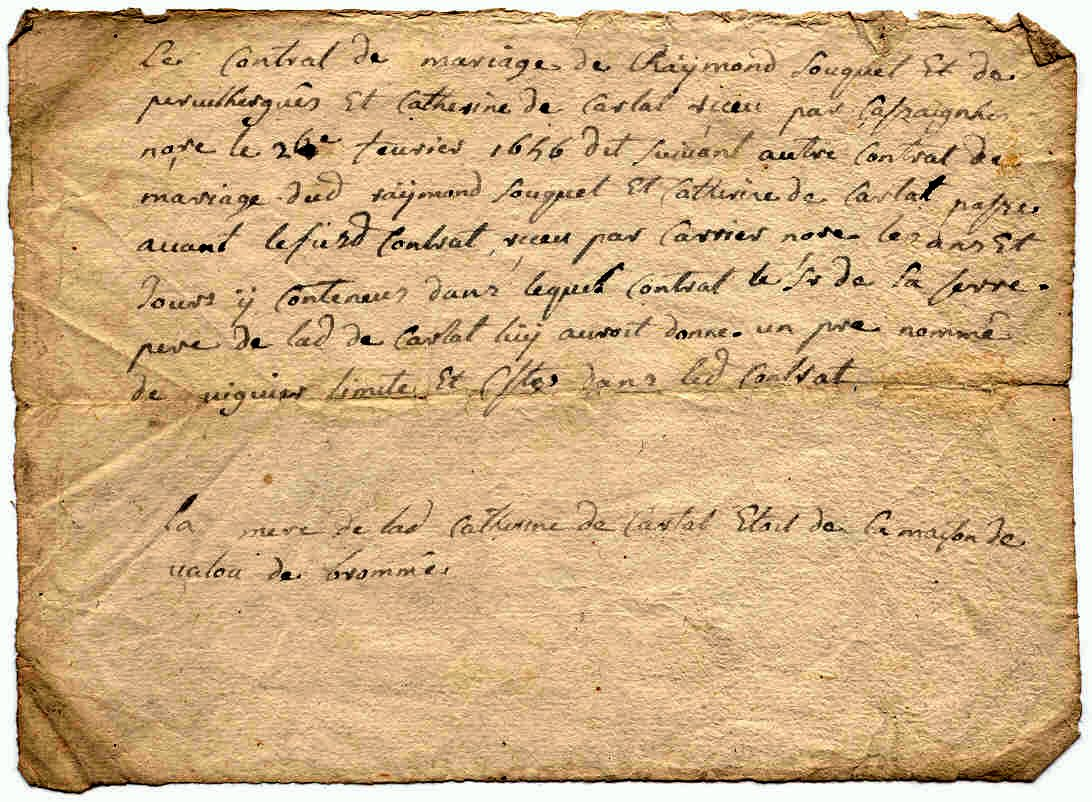
Mention du contrat de mariage de Raymond Souquet et de Catherine de Carlat, archives privées J.-P. Trin

Le 3 novembre 1668, Jean Ignace de Carlat, écuyer, seigneur de Castel Noël, rend hommage et fait son dénombrement au comte du Carladès, le Prince de Monaco, par l’intermédiaire de l’intendant de ce-dernier, Jean de Sistrière, à Mur-de-Barrez.
Du 28 février au 3 avril 1675, Louis XIV convoque le ban et l’arrière-ban. L’intendant du Prince de Monaco en Carladès reçoit les vassaux qui répondent à la convocation à Vic-sur-Cère. Marc-Antoine de Carlat, co-seigneur de Castel Noël avec son père, Jean Ignace, se rend à Vic le 12 mars 1675. Il décède en 1685 et sa veuve, Marguerite d’Humières, surnommée la douairière de Castel Noël, afferme le domaine en 1685 (loue le domaine en tant que ferme). C’est avec elle que s’éteint définitivement la branche des Carlat (ou Cartlat) de Castel Noël.

### Propriétaires du château duXVIIIesiècleà nos jours

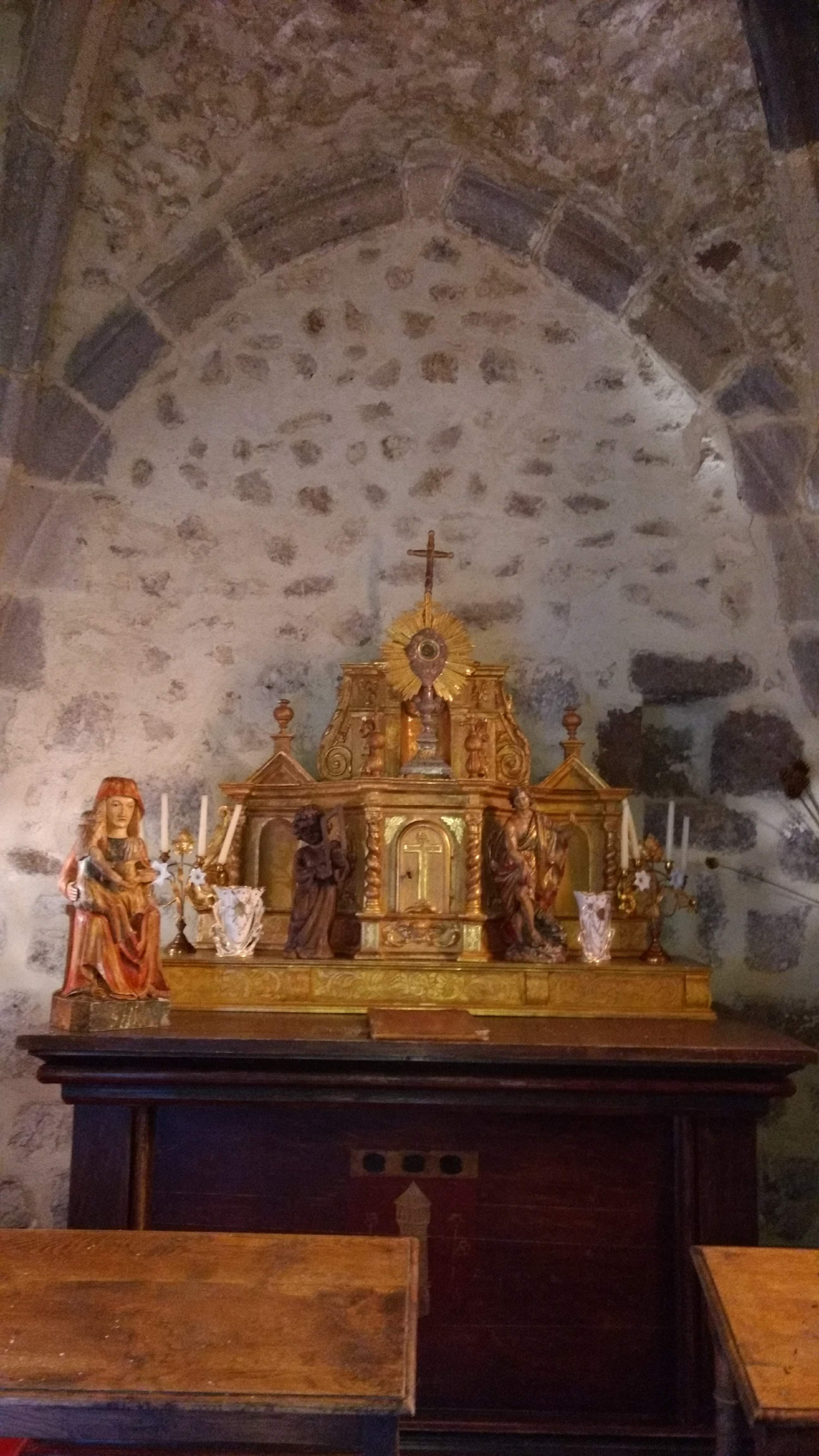
L'actuel chœur de la chapelle de Castel Noël, photo H. Vitté

En 1739, Castel Noël appartient à Victor Cambon de Roussy, membre de la famille noble de Roussy d’Auvergne. En 1764, un dénombrement est fait des meubles et des têtes de bétail du château par Jean Bergaud, métayer du seigneur de Castel Noël. Le 19 novembre 1788, Antoine Carmaran, prieur de Cussac et procureur fondé de Jean de Riveyrol d’Estaing, prend possession de la chapelle de Castel Noël.
À la Révolution, seules les armes d’Astorg de Carlat, au-dessus de l’ancienne porte d’entrée du château, sont détruites. En 1804, Jean Antoine de Pradines, qui fut peut-être l’acquéreur du château lors de la vente des biens nationaux, lègue le domaine à M. Destours, curé de Marcillac.
Il semblerait que le domaine ait été rapidement revendu, la même année, à Antoine Chapt de Rastignac, né à Vigouroux le 19 juin 1776, officier de la légion d’honneur de l’Empire et général de brigade en retraite, qui conserve le château jusqu’en 1859. C’est à lui que l’on doit la destruction d’une partie du donjon.
Dans les « Rôle de contributions XVIIIe siècle », on trouve des documents du XIXe siècle : en 1816, le Castel Noël est affermé et son fermier se nomme Jean Ladout (il signe en bas de la page). À la suite d’un orage et d’une inondation survenus les 7 et 9 juillet 1816, Jean Ladout a perdu 4 champs de récoltes de blé noir et [froment ?] d’une contenance de 200 setérées, évalués à 1 000 francs, deux près d’une contenance de 140 setérées, d’une valeur de 800 francs, deux veaux d’une valeur de 200 francs, 3 jeunes cochons évalués à 48 francs, 5 moutons ou brebis d’une valeur de 80 francs. 528 francs de perte d’animaux et 2 328 francs (7 612 euros) de pertes totales (somme qui ne correspond pas à la somme des pertes effectives, évaluée à 2 098 francs (6 860 euros) dans l’encart de gauche).

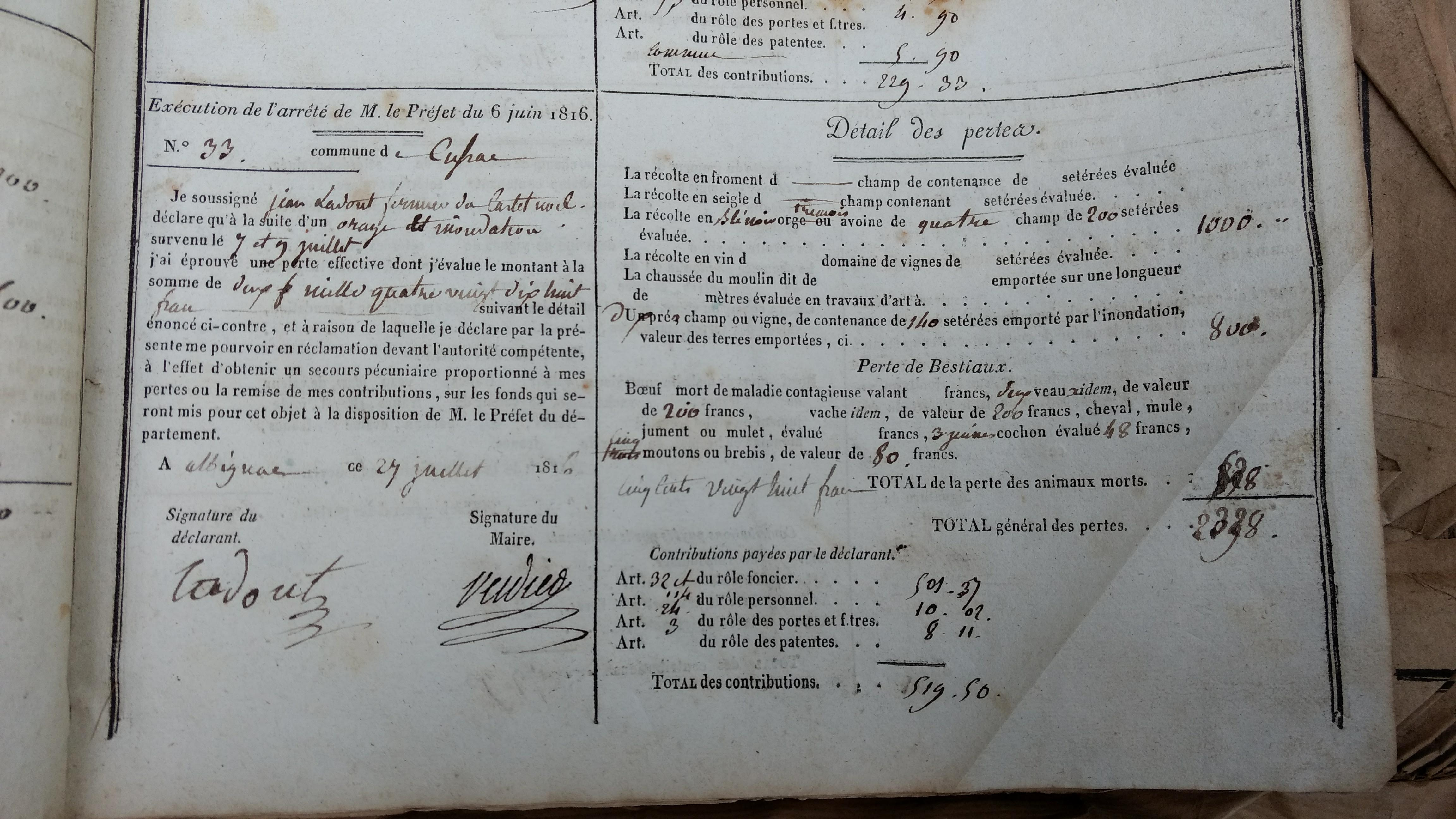
Déclaration de sinistre de Jean Ladout, fermier de Castel Noël en 1816, archives départementales de l'Aveyron, 2 E 32-3

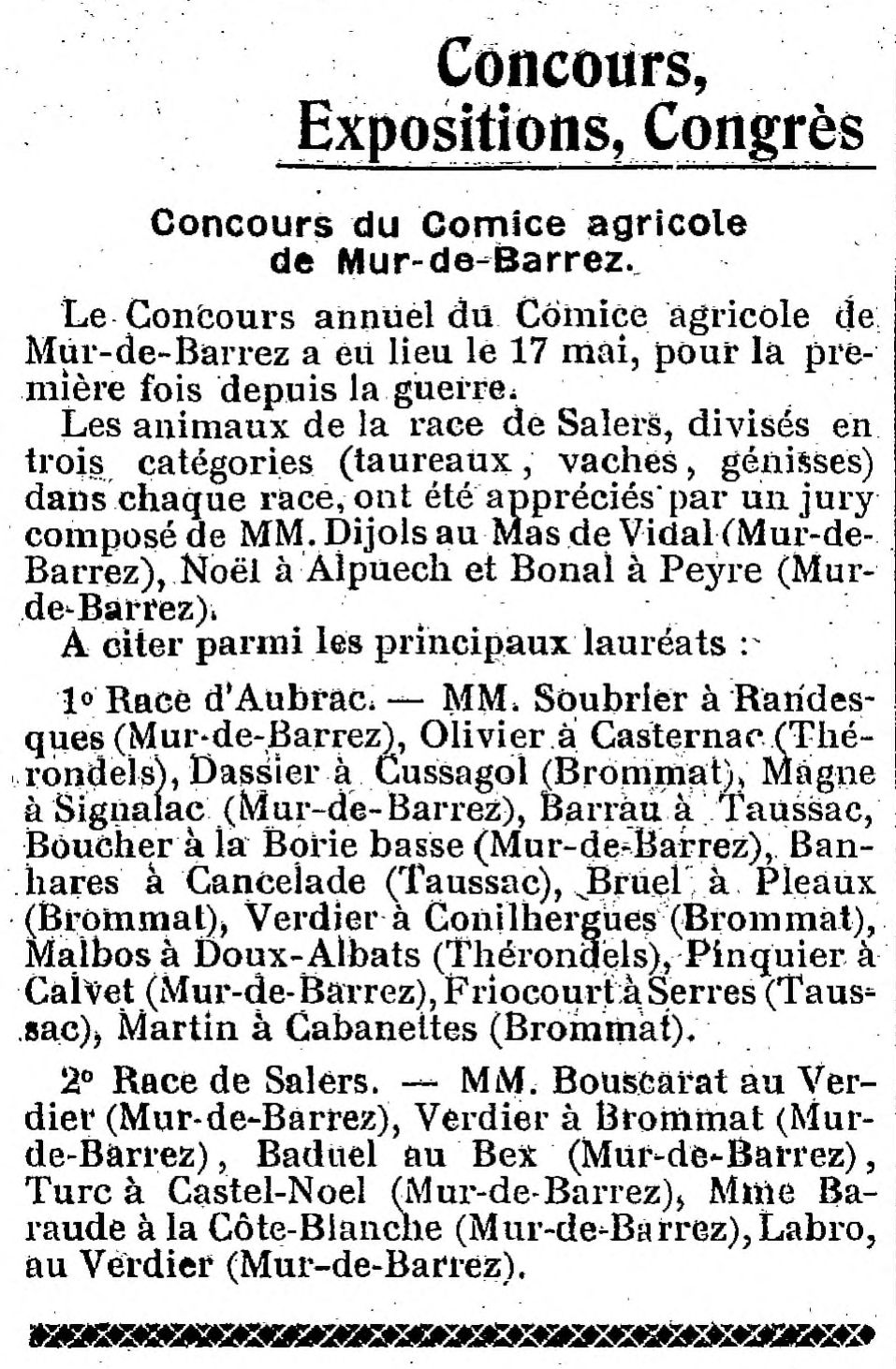
Article du journal "le Cultivateur aveyronnais", 1er juin 1920, Marre 1920

En 1824, Antoine Chapt de Rastignac, propriétaire  du Castel Noël, déclare qu’à la suite d’un orage suivi de grêle et d’inondations, il a éprouvé une perte effective de 2 400 francs (7 848 euros): la récolte en froment de 2 champs d’une contenance de 22 setérées évaluées à 400 francs, la récolte en seigle de 2 champs contenant 43 setérées évaluées à 1 200 francs, la récolte en blé noir, orge ou pois de 3 champs de 30 setérés évaluées (avec les terres et les portions de terres emportées) à 500 francs, un pré ou champs d’une valeur (avec les jardins et murs emportés) de 300 francs. Là encore, les contributions payées par le déclarant sont connues : son rôle foncier s’élève à 277,30 francs, son rôle personnel à 10,79 francs, et son rôle des portes et fenêtres à 6,28 francs.
En 1860, le château appartient à M. Vazelle, maire de Mur-de-Barrez, époux de Mademoiselle Vayssière. Le 15 février 1878, l’abbé Pierre Eloi Septfons fut nommé curé de Cussac, et y reste deux ans. Il achète peu de temps après son arrivée une cloche, dont Mlle Magloire Dassier et Mme Vazelle de Castel Noël sont marraines et Jean-Antoine Gaston et l’abbé Cousseins sont parrains. Une cérémonie et une messe sont dites, ainsi qu’un sermon d’usage, et M. Vazelle reçoit tous les invités dans son « manoir de Castel-Noël » pour le dîner.
En 1920, un certain « Turc à Castel Noël » est lauréat d’un prix à l’occasion du concours du Comice agricole de Mur-de-Barrez, dans la catégorie « Race de Salers ». En 1923, c’est un monsieur « Trin, au Castel-Noël » qui reçoit le deuxième prix du concours dans la même catégorie pour ses génisses.
Le château est ensuite racheté en 1962 par M. Julien Ladoux, qui en commence les restaurations dès les années 1960. Le souterrain menant au donjon est creusé à cette époque, le mur d’enceinte est remonté et le donjon récupère son plafond voûté. Il appartient aujourd’hui à Mme Claudine Richard, fille de Julien Ladoux.
Depuis 19 ans, Castel Noël est une société civile d’exploitation agricole, spécialisée dans l’élevage des vaches de Salers.